# Richard Burr
Richard Burr (Charlottesville, 1955. november 30. –) amerikai politikus, szenátor (Észak-Karolina, 2005–2023), kongresszusi képviselő (1995–2005). A Republikánus Párt tagja.

## Pályafutása
1974-ben végezte el a középiskolát az észak-karolinai Winston-Salemben. Ezután a Wake Forest Egyetemre járt, ahol 1978-ban szerzett alapdiplomát. 1992-ben sikertelenül indult a képviselőházi választáson, de a következő választáson és az azt követő négy alkalommal megválasztották, és így 1995. január 3-tól 2005. január 3-ig képviselte Észak-Karolinát a washingtoni képviselőházban. 2004-ben megválasztották szenátornak, majd 2010-ben és 2016-ban újraválasztották, így 2005. január 3. óta képviseli államát a szenátusban. Utolsó mandátuma 2023. január 3-án jár le.